# Tibetan meditation
Tibetan meditation is een studioalbum van Phil Thornton. Het album is geïnspireerd op de cultuur en muziek van Tibet. Er wordt dan ook veelvuldig gebruikgemaakt van boventoonzang. Het instrumentarium is in aanvulling op de Westerse elektronica grotendeels uit Tibet. Delen van Tibetan meditation zijn terug te voeren op het boek The Dalai Lama, a Policy of Kindness met daarbij een kleine handleiding. De werktitel van het album luidde Visions of Tibet, doch aanpassingen van de muziek gedurende het opnameproces noopte Thornton tot een andere titel. Opnamen vonden plaats in de thuisstudio Expandibubble en de Mandragorastudio.

## Musici
- Phil Thornton – synthesizers, tempelklokken, bamboefluit, Tibetaanse klankschalen, percussie en computer programmeerwerk
- Grant Young – fretloze basgitaar
- Mike Rogers – Kangling
- Tibetaanse klankschalen, bekkens, gongs

## Muziek
Allen van Thornton, 7, 8 en 9 gearrangeerd door Dave Roberts 

| Nr. | Titel                  | Duur |
| --- | ---------------------- | ---- |
| 1.  | Meditation             | 4:58 |
| 2.  | A welcome return       | 9:31 |
| 3.  | The view from the pass | 9:23 |
| 4.  | Mandala: Ascent        | 6:24 |
| 5.  | Temple valley          | 7:48 |
| 6.  | Mandala: Equilibrium   | 4:01 |
| 7.  | Lotus dance            | 9:55 |
| 8.  | Chant on souls         | 8:37 |
| 9.  | Resolution             | 8:48 |